# 希比亞 (威拉省)
希比亞（葡萄牙語：Chibia），是個位於安哥拉西南部的城鎮，由威拉省負責管轄，處於甘博斯以北，面積5,281平方公里，2006年人口140,564，人口密度每平方公里27人。